# 青天藍
青天藍（英語：Cerulean blue），是一種藍色顏色之一，近似天青色和蔚藍色的顏色。其色多用來作繪畫顏料使用。
青天藍特別可貴之處能繪畫大氣（缺乏純淨綠色色相）。顏料被認為能永久保存：在顏料油裡，其它藍色顏料都會褪色。

## 歷史
1805年，青天藍由安爾斯·高芬納發現，1860年，顏料第一次在英國由喬治·高爾作銷售用途，名叫：「coeruleum」。主要化學成份是鈷。

## 化學命名

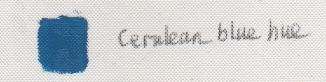
青天藍顏料

Cobalt(II)-stannate

## 外部連結
- A page on Cerulean Blue（页面存档备份，存于）